# ديفيد إيكستاين
ديفيد إيكستاين (بالإنجليزية: David Eckstein)‏ هو لاعب كرة قاعدة أمريكي، ولد في 20 يناير 1975 في سانفورد في الولايات المتحدة.

## وصلات خارجية
- ديفيد إيكستاين على موقع دوري كرة القاعدة الرئيسي (الإنجليزية)
- ديفيد إيكستاين على موقعبيزبول رفرنس.كوم (الدوري الرئيسي) (الإنجليزية)
- ديفيد إيكستاين على موقعبيزبول رفرنس.كوم (الدوري الثانوي) (الإنجليزية)
- ديفيد إيكستاين على موقع إي إس بي إن.كوم (أم.أل.بي) (الإنجليزية)
- ديفيد إيكستاين على موقع مشجعي الرسوم البيانية (الإنجليزية)